# روبرت دبليو. يونغ
روبرت دبليو. يونغ (بالإنجليزية: Robert W. Young)‏ هو لغوي أمريكي، ولد في 18 مايو 1912، وتوفي في 20 فبراير 2007.